# Hårig solblomfluga
Hårig solblomfluga (Syrphus torvus) är en tvåvingeart som beskrevs av Osten Sacken 1875. Hårig solblomfluga ingår i släktet solblomflugor och familjen blomflugor. Arten är reproducerande i Sverige. Inga underarter finns listade i Catalogue of Life.

## Utseende
Arten når en längd av 9 till 13 mm. Med undantag av de håriga ögonen är ansiktet främst gulaktig men svarta hår på gul grund kan förekomma, huvudsakligen hos hanar och hos honor främst nära känselspröten. Känselspröten har en brun färg och mellan kroppen är grönsvart. Hårig solblomfluga har tvärgående gula band över den grönsvarta bakkroppen. Ögonen är hos andra medlemmar av släktet Syrphus inte håriga. Trots allt kan arten lätt förväxlas med gul solblomfluga.

## Ekologi
Habitatet varierar mellan kanter av barr- och lövskogar, skogsgläntor, jordbruksmark, ängar och andra kulturlandskap. De vuxna exemplaren livnär sig av pollen och nektar från flockblommiga växter, korgblommiga växter och flera olika andra växter. Larverna äter däremot bladlöss som de hittar på träd, buskar och örter. Flygande exemplar syns i Central- och Nordeuropa vanligen mellan april och oktober samt i Sydeuropa ännu längre.

## Bildgalleri

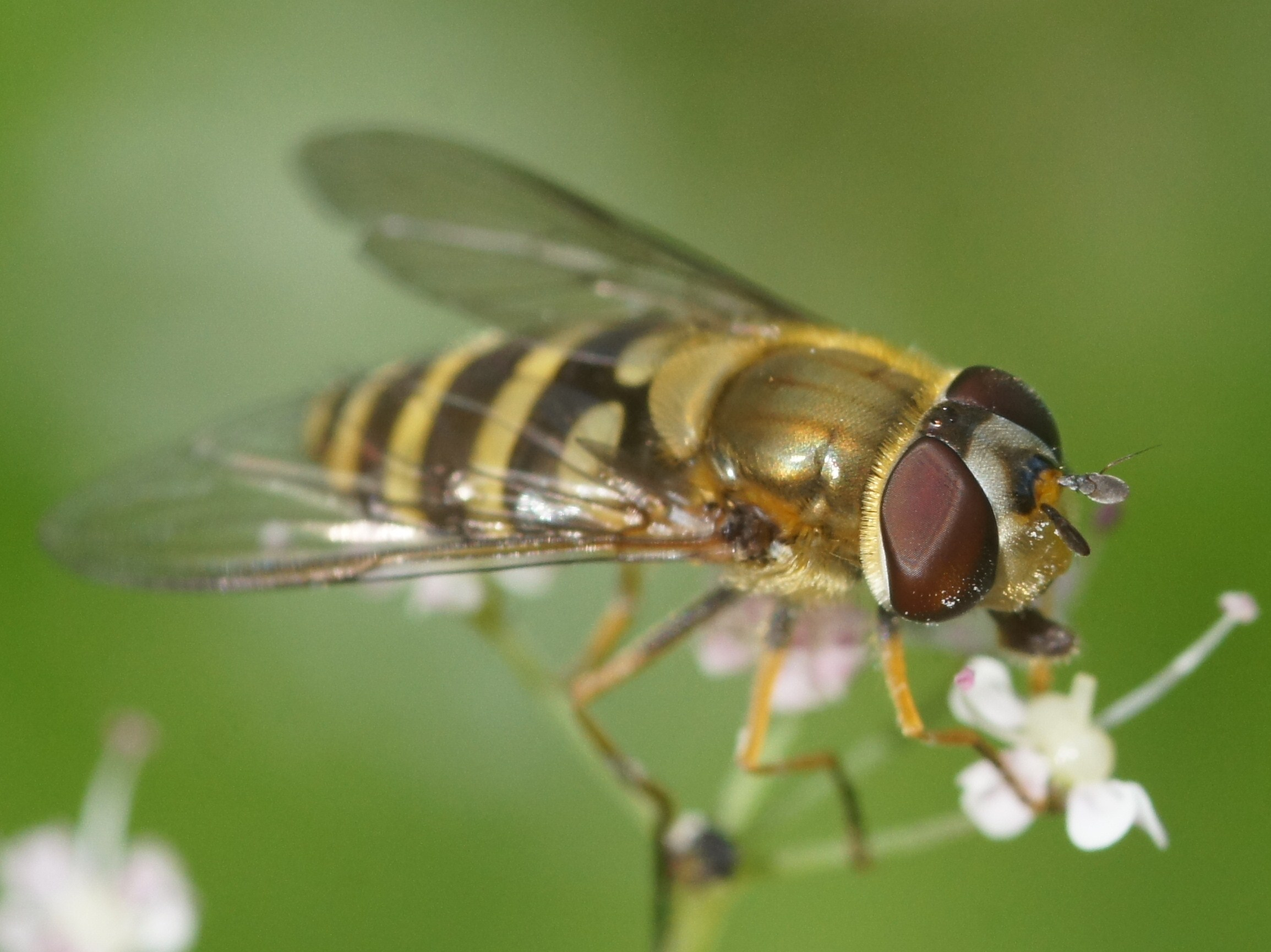